# Traités inégaux

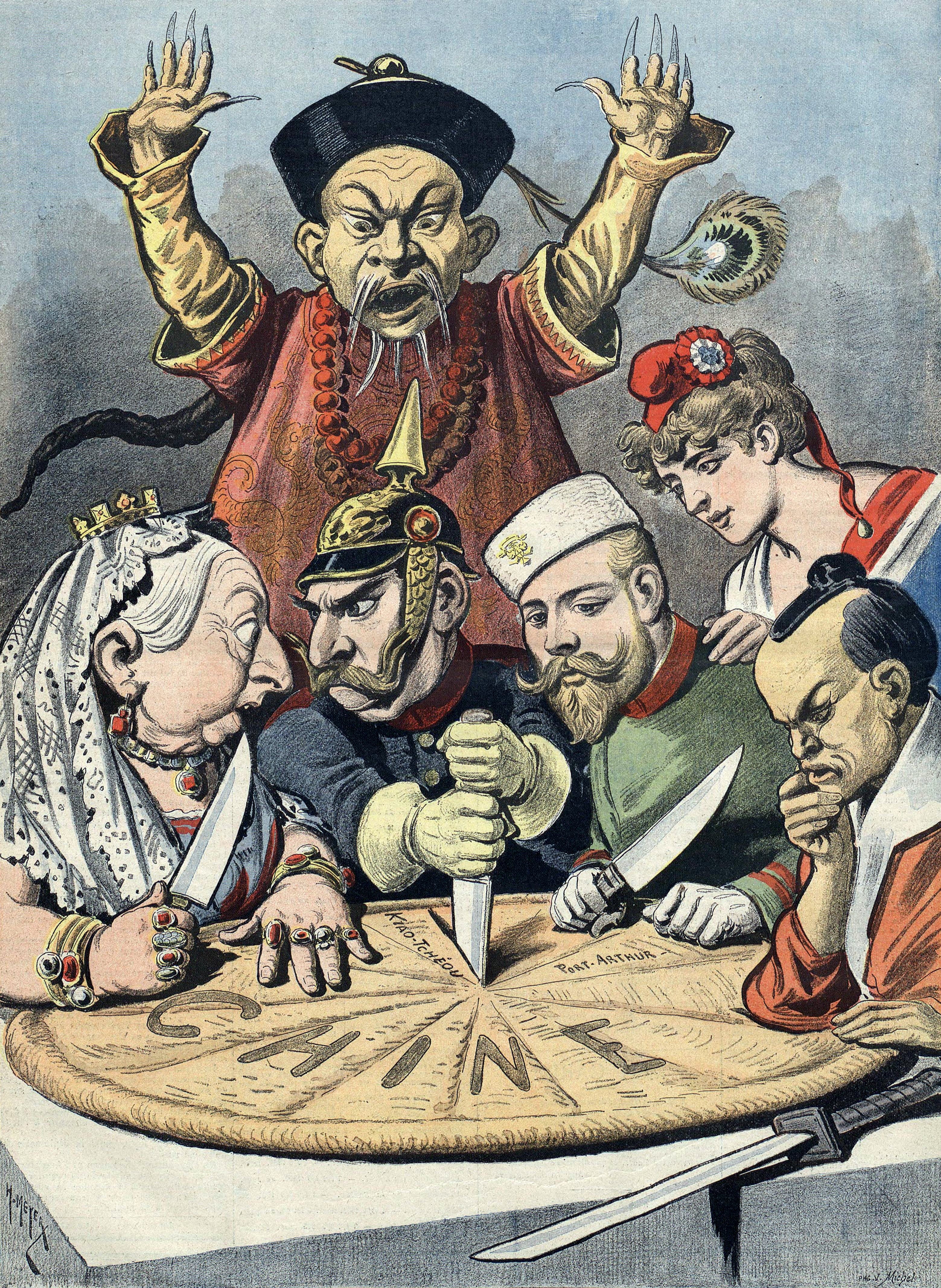
« En Chine, le gâteau des Rois et… des Empereurs » (Le Petit Journal, 16 janvier 1898).
La Chine partagée entre les grandes puissances (Royaume-Uni, Allemagne, Russie, France et Japon de l'ère Meiji).

Les traités inégaux, comme les surnomment les Chinois, Japonais et Coréens (chinois simplifié : 不平等条约 ; chinois traditionnel : 不平等條約 ; pinyin : bù píngděng tiáoyuē ; japonais : 不平等条約 fubyôdôjôyaku), sont un ensemble de traités datant du XIXe siècle, imposés à la Chine, à la Corée, et au Japon de la fin de l'époque d'Edo par les puissances colonisatrices de la région (Royaume-Uni, France, Pays-Bas, Allemagne, Russie, États-Unis, Autriche-Hongrie, Portugal, Japon de l'ère Meiji). D'autres pays et territoires sont l'objet de tels traités, tels l'Inde, le Népal, le Siam, le Tibet, le Viêt Nam ou Ceylan.
Plus généralement, le terme « traité inégal » est parfois utilisé pour qualifier un traité discriminatoire, déséquilibré ou obtenu sous la contrainte, offrant des avantages disproportionnés à l'une des parties signataires, notamment sur le plan économique, politique ou militaire.

## Origines de l'expression
Selon l'historien Dong Wang, l'expression « traités inégaux » (不平等 条约) est entrée dans la langue chinoise en 1924, lorsqu'elle fut employée pour la première fois par Sun Yat-sen. Avant elle, une expression similaire mais non strictement identique – « traité d'inégalité » (不平等 之 条约) – aurait été utilisée en 1908 par Shao Yi.
En réaction, le terme « traités inégaux » ne fait pas porter l'accent sur une renonciation à une souveraineté définie par le traité, mais sur le caractère inégalitaire, résultant de la contrainte initiale, par lequel le traité a été obtenu. En termes de droit romain, une telle contrainte s'apparente en effet à une clause léonine, par essence non équitable, et qui par elle-même rend nul le traité conclu - parce qu'un contrat juridiquement valide doit être conclu entre partenaires jouissant des mêmes libertés.

## Traités imposés à la Chine
Dong Wang affirme qu'il n'y a pas d'accord sur le nombre de traités  de type « inégal » signés par la Chine et les pays étrangers, les sources allant de plus de 1 000 à 500 en passant par 750.
Signés à l'issue de défaites militaires, beaucoup de leurs clauses sont unilatérales, et visent à imposer à la Chine une « ouverture » qu'elle refusait.
Les différents points de ces traités sont essentiels pour comprendre le qualificatif d'« inégaux » :
- des enclaves territoriales sont concédées aux puissances étrangères, pour y établir leurs comptoirs, sous leurs propres législations[5] ;
- la puissance étrangère importe et exporte librement en Chine[6] ;
- un droit de séjour de missionnaire en Chine est instauré ;
- obtention de services consulaires compétents[7],[8].

Il en découle :
- le développement de tout type de commerce, notamment de l'opium ;
- le droit de la navigation intérieure[9] ;
- le droit légitime de monopoliser le marché ;
- les droits des travailleurs à l'étranger (appelés les coolies) ;
- le privilège d'extraterritorialité[7],[8].

| Traité                                                                                   | Date            | Pays imposant |
| ---------------------------------------------------------------------------------------- | --------------- | --- |
| Convention de Chuanbi (non ratifié)                                                      | 1841            | Royaume-Uni de Grande-Bretagne et d'Irlande |
| Traité de Nankin                                                                         | 1842,           | Royaume-Uni de Grande-Bretagne et d'Irlande |
| Traité du Bogue ou traité de Humen                                                       | 1843            | Royaume-Uni de Grande-Bretagne et d'Irlande |
| Traité de Wanghia                                                                        | 1844            | États-Unis |
| Traité de Huangpu                                                                        | 1844            | Royaume de France |
| Traité de Canton (en)                                                                    | 1847            | Royaumes Unis de Suède et de Norvège |
| Traité de Goulja                                                                         | 1851            | Empire russe |
| Traité d'Aigun                                                                           | 1858            | Empire russe |
| Traité de Tianjin                                                                        | 1858            | Second Empire, Royaume-Uni de Grande-Bretagne et d'Irlande, Empire russe, États-Unis |
| Convention de Pékin                                                                      | 1860            | Royaume-Uni de Grande-Bretagne et d'Irlande, Second Empire, Empire russe |
| Traité de Tianjin                                                                        | 1861            | Royaume de Prusse, Confédération germanique |
| Traité de Saïgon                                                                         | 1862            | Second Empire |
| Traité de Commerce de Tianjin (pt)                                                       | 1862            | Royaume de Portugal |
| Traité de Tianjin                                                                        | 1863            | Royaume de Danemark |
| Traité de Tianjin                                                                        | 1863            | Royaume des Pays-Bas |
| Traité de Tarbagatai (en) Traité de Chuguchak                                            | 1864            | Empire russe |
| Traité d'Amitié, de Commerce et de Navigation                                            | 1864            | Espagne |
| Convention de Chefoo                                                                     | 1876            | Royaume-Uni de Grande-Bretagne et d'Irlande |
| Traité de Saint-Petersbourg                                                              | 1881            | Empire russe |
| Premier traité de Hué                                                                    | 1883            | France |
| Second traité de Hué                                                                     | 1884,           | France |
| Accord de Tientsin                                                                       | 1884            | France |
| Traité de Tianjin Traité de Paix, d'amitié et de commerce entre la Chine et la France    | 1885            | France |
| Convention entre la Grande-Bretagne et la Chine relative à Burmah et au Thibet (zh)      | 1886            | Royaume-Uni de Grande-Bretagne et d'Irlande |
| Traité sino-portugais de Pékin                                                           | 1887            | Royaume de Portugal |
| Traité de Calcutta de 1890 (en) Traité sur la frontière entre le Sikkim et le Tibet      | 1890            | Royaume-Uni de Grande-Bretagne et d'Irlande |
| Traité de Calcutta de 1893                                                               | 1893            | Royaume-Uni de Grande-Bretagne et d'Irlande |
| Traité de Darjeeling                                                                     | 5 décembre 1893 | Royaume-Uni de Grande-Bretagne et d'Irlande |
| Traité de Shimonoseki (Traité de Maguan)                                                 | 1895            | Empire du Japon |
| Traité Li-Lobanov                                                                        | 1896            | Empire russe |
| Convention pour l'extension du territoire de Hong Kong                                   | 1898            | Royaume-Uni de Grande-Bretagne et d'Irlande |
| Traité de Lüda (en)                                                                      | 1898            | Empire russe |
| Traité de Kouang-Tchéou-Wan (Guangzhou Wan)                                              | 1899            | France |
| Protocole de paix Boxer                                                                  | 1901            | Royaume-Uni de Grande-Bretagne et d'Irlande, États-Unis, Empire du Japon, Empire russe, France, Empire allemand, Royaume d'Italie, Autriche-Hongrie, Royaume de Belgique, Royaume d'Espagne, Royaume des Pays-Bas |
| Convention entre la Grande-Bretagne et la Chine relative au Tibet ou Traité de Pékin     | 1906            | Royaume-Uni de Grande-Bretagne et d'Irlande, reprend et amende la Convention entre la Grande-Bretagne et le Tibet                                                                                                 |
| Régulation en égard aux échanges au Tibet ou Traité de Calcutta de 1908.                 | 1908            | Royaume-Uni de Grande-Bretagne et d'Irlande, reprend et amende le traité de Calcutta de 1893 |
| Convention de Simla ou Convention entre la Grande-Bretagne, la Chine et le Tibet à Simla | 1914            | Royaume-Uni de Grande-Bretagne et d'Irlande |
| Vingt et une demandes                                                                    | 1915            | Empire du Japon |
| Trêve de Tanggu                                                                          | 1933            | Empire du Japon |

## Traités imposés à la Corée
| Traité                                                 | Année | Pays imposant                               |
| ------------------------------------------------------ | ----- | ------------------------------------------- |
| Traité de Ganghwa                                      | 1876  | Empire du Japon                             |
| Traité de Chemulpo (ou Jemulpo)                        | 1882  | Empire du Japon                             |
| Traité États-Unis-Corée de 1882 (ou traité de Jemulpo) | 1882  | États-Unis                                  |
| Traité sino-coréen de 1882 (en)                        | 1882  | Dynastie Qing                               |
| Traité germano-coréen de 1883 (en)                     | 1883  | Empire allemand                             |
| Traité anglo-coréen de 1883 (en)                       | 1883  | Royaume-Uni de Grande-Bretagne et d'Irlande |
| Traité russo-coréen de 1884 (en)                       | 1884  | Empire russe                                |
| Traité italo-coréen de 1884 (en)                       | 1884  | Royaume d'Italie                            |
| Traité de Hanseong                                     | 1885  | Empire du Japon                             |
| Traité franco-coréen de 1886                           | 1886  | France                                      |
| Traité austro-coréen de 1892 (en)                      | 1892  | Autriche-Hongrie                            |
| Traité belgo-coréen de 1901 (en)                       | 1901  | Royaume de Belgique                         |
| Traité dano-coréen de 1902 (en)                        | 1902  | Royaume de Danemark                         |
| Traité nippo-coréen de 1904 (en)                       | 1904  | Empire du Japon                             |
| Accord nippo-coréen d'août 1904 (en)                   | 1904  | Empire du Japon                             |
| Traité de Portsmouth                                   | 1905  | Empire du Japon, Empire russe               |
| Accord nippo-coréen d'avril 1905 (en)                  | 1905  | Empire du Japon                             |
| Accord nippo-coréen d'août 1905 (en)                   | 1905  | Empire du Japon                             |
| Traité d'Eulsa                                         | 1905  | Empire du Japon                             |
| Traité nippo-coréen de 1907                            | 1907  | Empire du Japon                             |
| Traité d'annexion de la Corée                          | 1910  | Empire du Japon                             |

## Traités imposés au Japon pendant l'époque d'Edo
| Traité                                               | Année | Pays imposant                                                                                              |
| ---------------------------------------------------- | ----- | --- |
| Convention de Kanagawa                               | 1854  | États-Unis                                                                                                 |
| Traité d'amitié anglo-japonais                       | 1854  | Royaume-Uni de Grande-Bretagne et d'Irlande                                                                |
| 5 Traités Ansei                                      | 1858  | États-Unis, Royaume-Uni de Grande-Bretagne et d'Irlande, Empire russe, Royaume des Pays-Bas, Second Empire |
| Traité d'amitié et de commerce (Traité Harris)       | 1858  | États-Unis                                                                                                 |
| Traité d'amitié et de commerce anglo-japonais        | 1858  | Royaume-Uni de Grande-Bretagne et d'Irlande                                                                |
| Traité Prusse-Japon d'amitié, commerce et navigation | 1861  | Royaume de Prusse                                                                                          |

## Traités imposés au Népal
| Traité                                | Année | Pays imposant      |
| ------------------------------------- | ----- | ------------------ |
| Traité de Sugauli                     | 1816  | Empire britannique |
| Traité de Titalia                     | 1817  | Empire britannique |
| Traité Inde-Népal de paix et d'amitié | 1950  | Inde               |

## Traités imposés au Siam
| Traité                        | Année          | Pays imposant | Effet |
| ----------------------------- | -------------- | ------------- | --- |
| Traité franco-siamois de 1893 | 3 octobre 1893 | France        | Le royaume de Luang Prabang devient le protectorat français du Laos, entrée dans l'Indochine française,. |

## Traités imposés au Tibet
| Traité                                                              | Année | Pays imposant                               |
| ------------------------------------------------------------------- | ----- | ------------------------------------------- |
| Convention entre la Grande-Bretagne et le Tibet ou Traité de Lhassa | 1904  | Royaume-Uni de Grande-Bretagne et d'Irlande |
| Accord en 17 points sur la libération pacifique du Tibet            | 1951  | République populaire de Chine,.             |

## Traités imposés au Vietnam
| Traité                                            | Année | Pays imposant        |
| ------------------------------------------------- | ----- | -------------------- |
| Traité de Versailles                              | 1787  | Royaume de France    |
| Traité de Saigon                                  | 1862  | Second Empire        |
| 2e traité de Saigon (vi)                          | 1874  | France               |
| 1er traité de Hué                                 | 1883  | France               |
| 2e traité de Hué                                  | 1884  | France               |
| Traité de Tianjin (1885) Accord de Tien-Tsin 1884 | 1885  | France Dynastie Qing |

## Autres traités inégaux
Le terme « traité inégal » est parfois utilisé pour qualifier un traité conclu sous la contrainte, on parle aussi de clause léonine d’un accord offrant des avantages disproportionnés à l'une des parties signataires, notamment sur le plan économique, politique ou militaire. 
Exemples :
- Le traité imposé par la Grande-Bretagne au Portugal dès 1642 concernant le commerce avec le Brésil (alors colonie portugaise)[79].
- Le Traité sur la non-prolifération des armes nucléaires de 1968, élaboré à l'initiative des États-Unis et de l'ex-Union Soviétique interdit à tout État ne disposant pas déjà de l’arme nucléaire au moment de la signature du traité de développer son propre programme nucléaire militaire[80].